# Fred Smith
Fred Smith, född 10 april 1948 i New York, är en amerikansk basist. Smith var med och bildade punk/new wave-bandet Blondie men är sedan 1975 medlem i gruppen Television.